# Yasser Seirawan
Yasser Seirawan (arabe : ياسر سيروان) est un joueur d'échecs américain, né le 24 mars 1960 à Damas en Syrie.
Grand maître du jeu d'échecs et quadruple champion national, il a notamment remporté le championnat du monde d'échecs junior en 1979. Il est aussi un auteur d'ouvrages sur le jeu d'échecs et, depuis sa retraite de la compétition, un commentateur officiel de tournois professionnels. Il a par ailleurs été le rédacteur en chef du magazine spécialisé Inside Chess.

## Biographie et carrière

### Famille et jeunesse
Yasser Seirawan est issu d'un père syrien et d'une mère anglaise infirmière originaire de Nottingham, où il a vécu dans sa prime jeunesse.
À l'âge de 7 ans, ses parents émigrent à Seattle aux États-Unis où il poursuit ses études et aiguisera quelques années plus tard son jeu dans un café où il côtoiera des forts joueurs tels que le maître d'origine lettonne Viktors Pupols (en) et Jim McCormick, sextuple champion de l'État de Washington.
Il épouse Yvette Nagel, la fille de Jan Nagel (en), l'ancien président du parti politique néerlandais Leefbaar Nederland.

### Champion du monde junior (1979)
Yasser Seirawan apprend les échecs à 12 ans. À 13 ans, il est déjà champion junior de l'État. En 1978 et 1979, il remporte le tournoi national junior et, à 19 ans, gagne le championnat du monde d'échecs junior en Norvège.

### Années 1980 et 1990

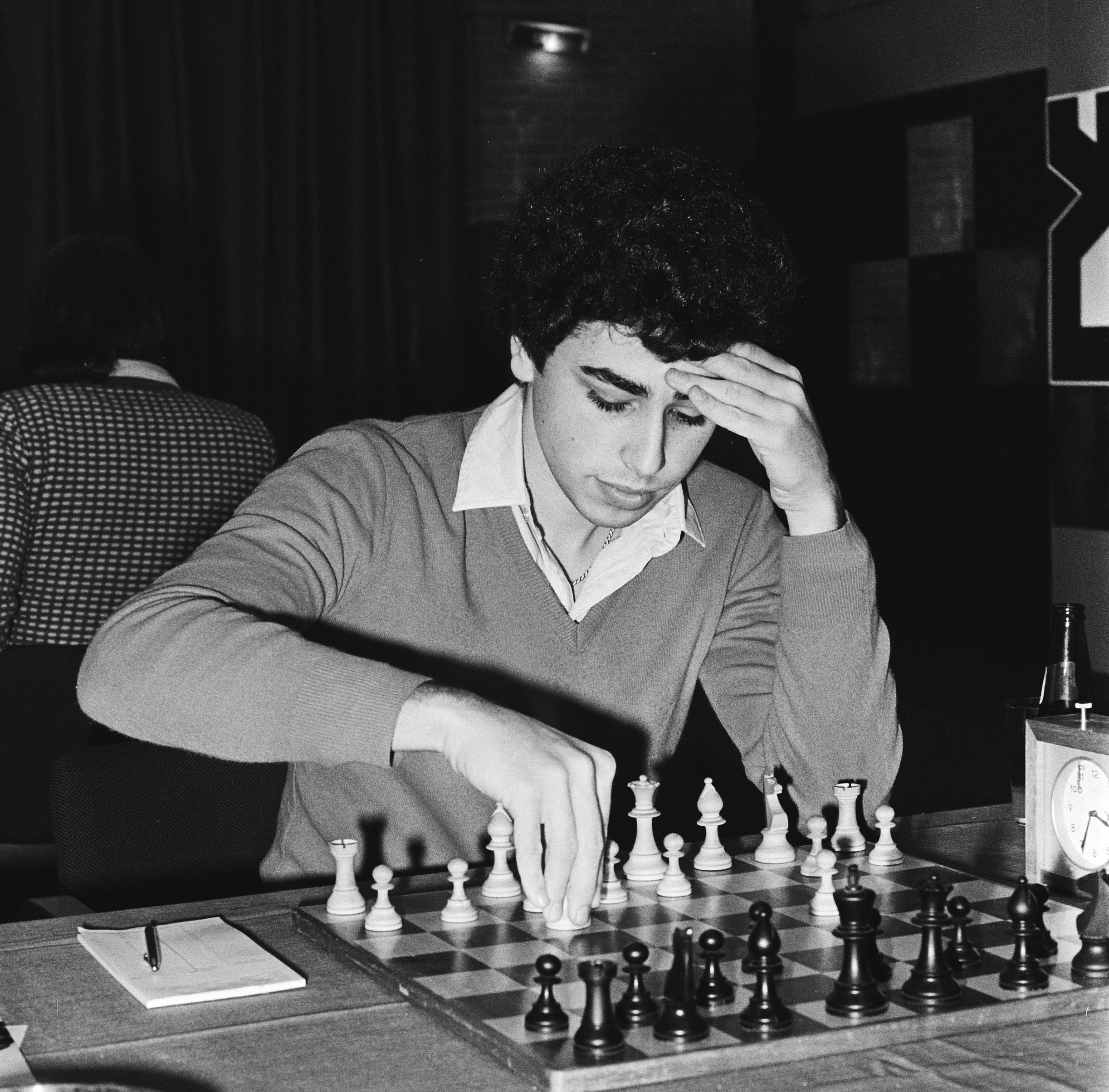
Yasser Seirawan en 1980.

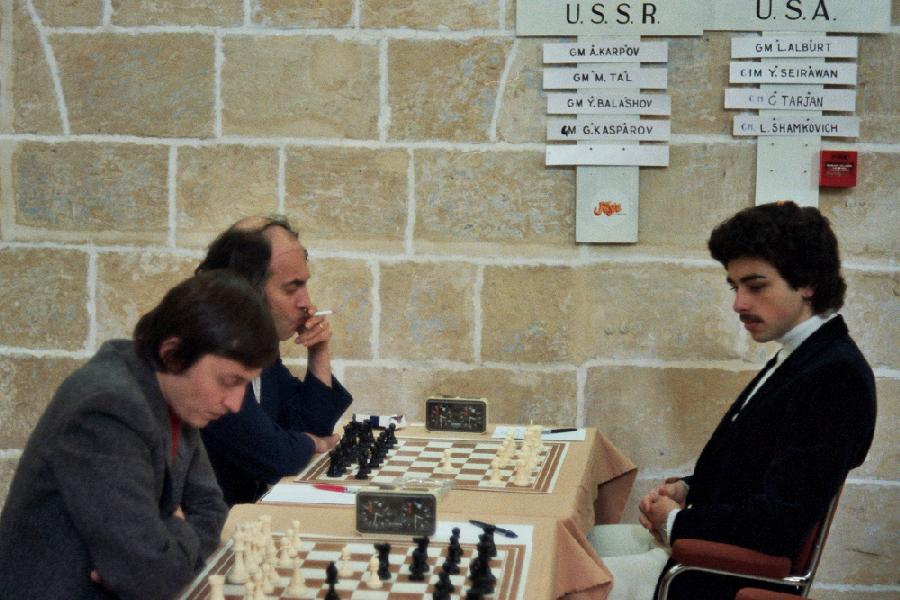
Seirawan (à droite) face à Mikhaïl Tal (et regardant jouer Anatoli Karpov) à Malte lors de l'Olympiade d'échecs de 1980 ; au deuxième échiquier, Seirawan battit l'ancien champion du monde après prolongation.

En 1980, Yasser Seirawan remporte le prestigieux tournoi de Wijk aan Zee puis le tournoi Costa del Sol à Torremolinos.
Lors du tournoi de Wijk aan Zee, il gagne sa partie contre Viktor Kortchnoï grâce à une variante qu'il avait préparée. Kortchnoï l'invitera plus tard en Suisse alors qu'il préparait ses matchs des candidats qualificatifs pour le championnat du monde d'échecs contre Anatoli Karpov.
Dans les années 1980, il remporte les tournois opens de Lugano et de New York. En 1985, il finit deuxième du tournoi interzonal de Bienne. La même année, lors du tournoi des candidats de Montpellier, il termine dixième et est éliminé de la route vers le championnat du monde 1987.
Lors du cycle suivant, il se qualifie pour les matchs des candidats à l'interzonal de Subotica. Lors du match de huitième de finale, disputé en 1988 à Saint-Jean au Canada contre Jonathan Speelman, il est éliminé sur le score de 1 point à 4.
Il remporte le championnat américain à quatre reprises : en 1981 (ex æquo avec Walter Browne), en 1986 (seul vainqueur), puis deux fois ex æquo en 1989 et 2000.
Pendant de nombreuses années, il fut le rédacteur en chef du magazine échiquéen Inside Chess, qui ne parut ensuite plus que sous format électronique, puis fut réduit à une chronique sur le site chesscafe.com.
À la fin des années 1980, il est membre de la Grand Master Association, mais des divergences avec Garry Kasparov le poussent à remettre sa démission.
En 1999, il joue un match contre le grand maître anglais Michael Adams aux Bermudes. Le match se solde par l'égalité (+2 -2 =6).

### Olympiades d'échecs

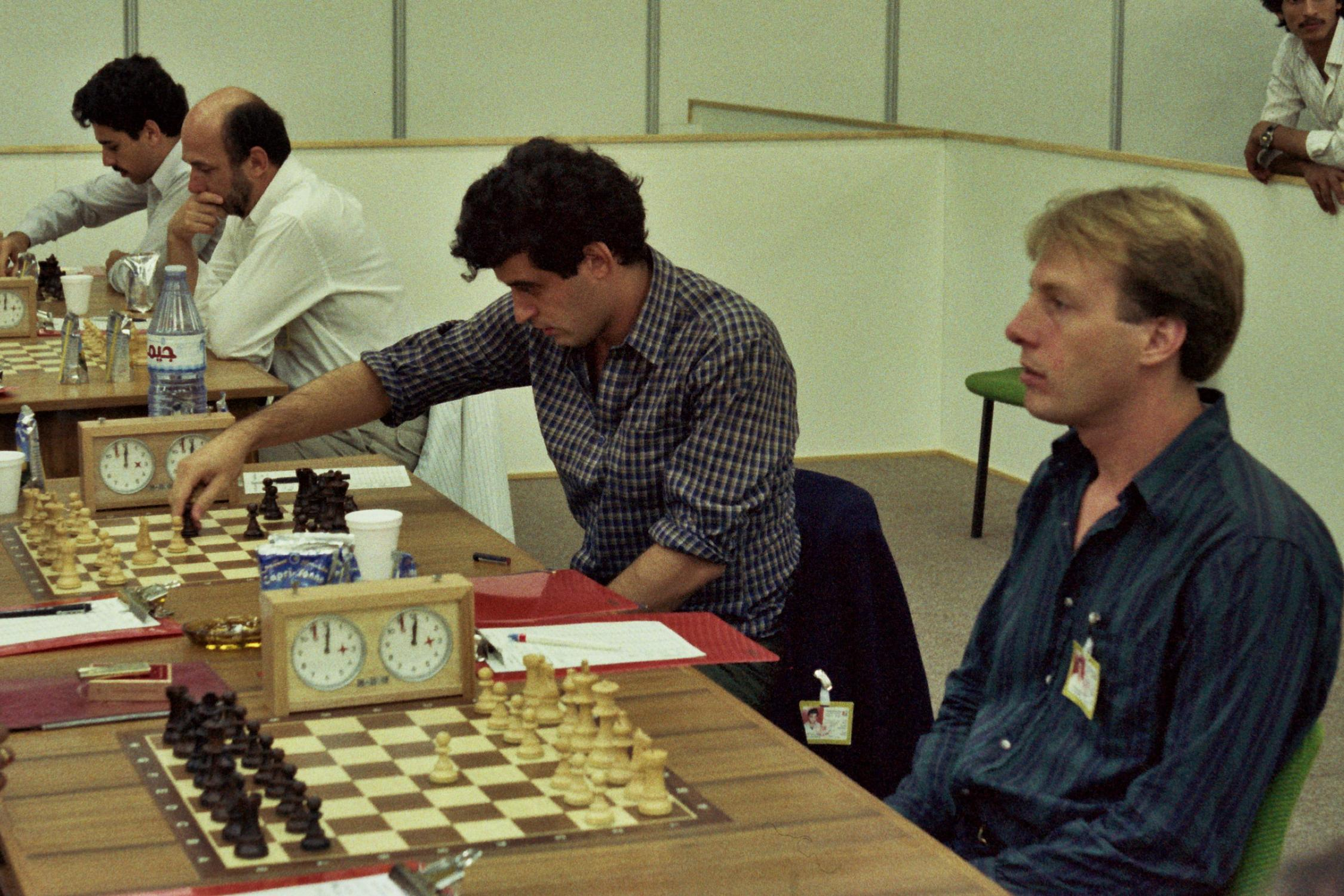
Yasser Seirawan (au fond à gauche) jouant au premier échiquier des États-Unis lors de l'Olympiade de 1986.

Lors de l'Olympiade d'échecs de 1980 à Malte, Yasser Seirawan reçoit la médaille d'argent au deuxième échiquier. En 1982, lors de l'Olympiade de Lucerne, il joue à nouveau au deuxième échiquier et les États-Unis finissent troisième.
De 1986 à 1990, il joue au premier échiquier de l'équipe des États-Unis lors des Olympiades d'échecs. À Dubaï, lors de l'Olympiade 1986, il bat Garry Kasparov au premier échiquier, les États-Unis finissant troisième. En 1990, l'équipe américaine finit deuxième.
En 1992, il joue au troisième échiquier puis, en 1994, au quatrième échiquier. Il remporte la médaille d'or individuelle.
Absent en 1996, il revient à l'Olympiade de 1998 au troisième échiquier et reçoit la médaille d'argent par équipes. En 2000, il joue au premier échiquier et son équipe finit vingt-sixième.
En 2002, lors de sa dixième et dernière participation aux Olympiades à Bled (Slovénie), il joue au deuxième échiquier ; il reçoit la médaille d'argent individuelle.

### L'accord de Prague (2002)

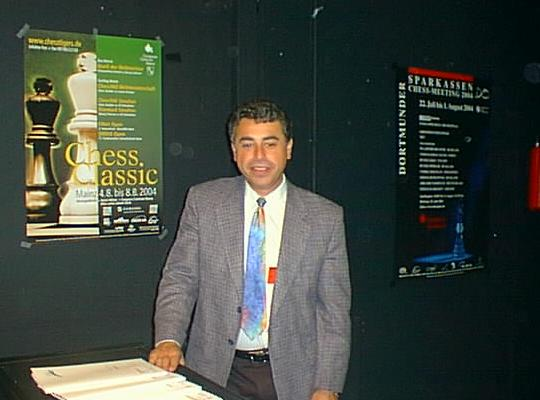
Yasser Seirawan en 2004.

En 2001, Yasser Seirawan publie un plan en vue de réunifier le monde des échecs, dont le championnat du monde fait l'objet d'un schisme depuis 1993 : d'une part, Ruslan Ponomariov est le champion du monde de la Fédération internationale des échecs et, d'autre part, Vladimir Kramnik se prévaut du titre de champion du monde classique après avoir battu Garry Kasparov en 2000.
Le plan prévoyait d'une part un match entre Ponomariov et Kasparov (ce dernier à titre de numéro 1 au classement Elo) et d'autre part un match entre Kramnik et le vainqueur de l'édition 2002 du tournoi de Dortmund (qui s’avérera être le hongrois Péter Lékó). Les gagnants de ces deux épreuves se seraient ensuite rencontrés pour le titre de Champion du monde incontesté. Le plan, surnommé accord de Prague, est finalement signé par les parties le 6 mai 2002.
Si le match Kramnik-Lékó a bien lieu à Brissago en 2004, se soldant par un match nul (12-12) qui permit à Kramnik de conserver son titre, le match entre Kasparov et Ponomariov fut annulé en 2003. La réunification du titre n'eut finalement lieu qu'en 2006.

### Fin de carrière et reconversion

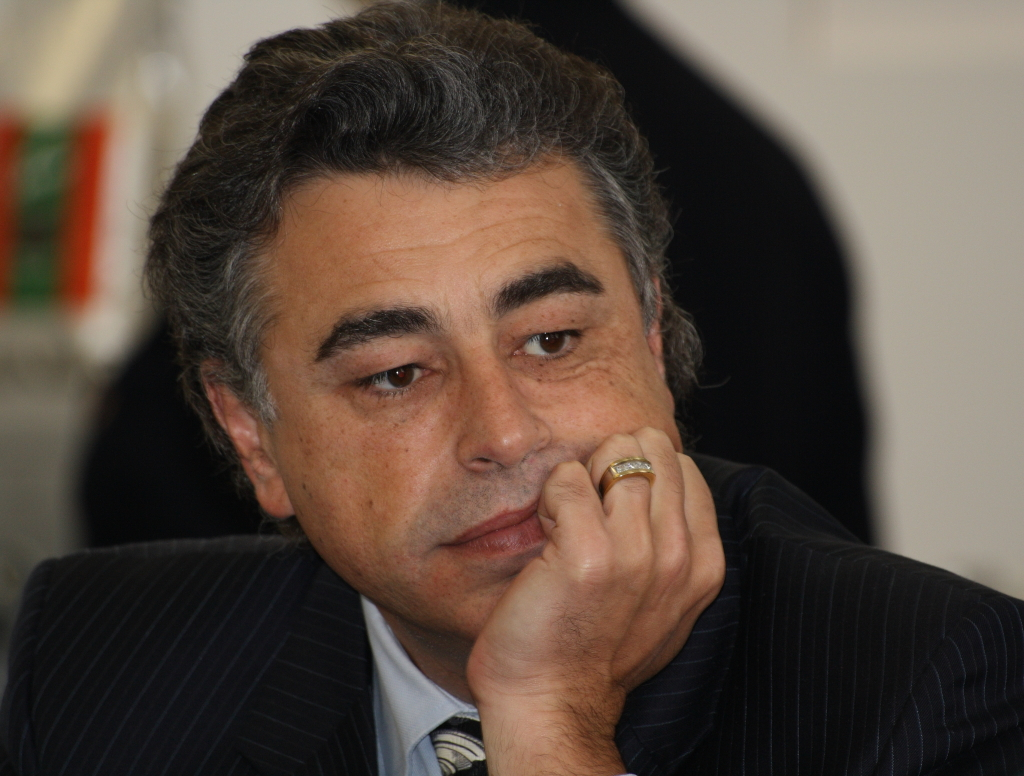
Yasser Seirawan en 2008.

À la suite d'une série de tournois auxquels il participe en Chine en 2003, la rumeur du retrait de Yasser Seirawan des échecs professionnels circule. En juillet 2007, il a encore un classement Elo de 2 624 points et fait partie des cent meilleurs joueurs du monde et des quatre premiers joueurs américains.
En 2007, il annonce la création d'une nouvelle variante du jeu d'échecs nommée les « échecs Seirawan », et dont il fait la publicité. Le premier tournoi du genre est une simultanée sur 12 échiquiers donnée le 31 mars 2007 à Vancouver au Canada.
Au 1er mai 2013, il est le 181e joueur mondial avec un classement Elo de 2 620 points.
Il intervient désormais régulièrement en tant que commentateur de tournois retransmis en ligne, tels que la Sinquefield Cup, le Tata Steel (anciennement tournoi « Corus » et originellement le célèbre Tournoi de Wijk aan Zee), ou le championnat d'échecs des États-Unis 2016.

## Résultats contre les champions du monde «classiques»
Dans son livre (en)Chess Duels, My Games with the World Champions, paru en 2010, Seirawan commente toutes les parties disputées contre les champions du monde de Vassily Smyslov à Garry Kasparov.
Ses scores en parties lentes sont les suivants :
- contre Vassily Smyslov : 50 % (+1 −1 =3),
- contre Mikhaïl Tal : 90 % (+4 −0 =1),
- contre Tigran Petrossian : 50 % (+0 −0 =1),
- contre Boris Spassky : 35 % (+1 −4 =5),
- contre Anatoli Karpov : 42,3 % (+2 −4 =7),
- contre Garry Kasparov : 33,3 % (+1 −3 =2).

En parties rapides, il avait en 2010 un score de 50 % contre Boris Spassky (+1 –1 =0) et Anatoli Karpov (+4 –4 =3).
En blitz, il avait un score positif contre Spassky (+1 =2) et contre Karpov (+1 =1).

## Une partie annotée
Yasser Seirawan - Guðmundur Sigurjónsson, Wijk aan Zee, 1980
1. c4 e5 2. Cc3 d6 3. g3 Cf6 4. Fg2 g6 5. e4 Fg7 6. Cge2 0-0 7. 0-0 Cbd7 8. f4 c6 9. h3 b5 10. d3 Db6+ 11. Rh1 Fb7 12. g4! 12...exf4 13. Fxf4 Tfe8 14. cxb5! cxb5 15. Cg3 Cc5 16. Fe3! b4 17. Cce2 Db5 18. Fd4 Cfd7 19. Fxg7 Rxg7 20. Cf4 Tad8?! 21. Dd2 Ce6 22. d4 a5 23. Cfh5+! Rg8 24. d5 Cg7 25. Cxg7 Rxg7 26. Dg5 Rg8 27. Ch5 Db6? (27...Tf8!) 28. Dh6 gxh5 29. Txf7! Rxf7 30. Dxh7+ 1-0.

## Publications
Seirawan était l'éditeur de Inside Chess. Il a publié de nombreux livres :
- (en) Yasser Seirawan, Jonathan Tisdall : Five Crowns, Karpov - Kasparov, World Chess Championship 1990, International Chess enterprises, 1991
- (en) Yasser Seirawan, George Stefanović, No Regrets : Fischer - Spassky 1992, International Chess enterprises, 1993
- (en) Yasser Seirawan, Bruce Harper, Chess on the Edge, Selected Games of Canadian Grandmaster Duncan Suttles, tomes 1-3, Chess'n Math Association, 2008
- (en) Chess Duels : My Games with the world champions, Everyman Chess, 2010

Avec Nikola Minev, Yasser Seirawan a publié :
- (en) Take my Rooks, International Chess enterprises, 1991
- (en) A Practical Guide to Rook Endgames, Russell Enterprises, 2004

Avec le maître international et auteur Jeremy Silman, Yasser Seirewan a écrit plusieurs livres dans la série à succès Winning Chess, parue initialement chez Microsoft Chess en 1999 et publiée aujourd'hui dans une édition révisée chez Everyman Chess.
Cette série comprend :
- Play Winning Chess, 2003 : une introduction au jeu et la stratégie de base
- Winning Chess Tactics, 2005 : une introduction à la tactique avec des exercices
- Winning Chess Strategies, 2005 : sur l'exploitation d'avantages minimes
- Winning Chess Openings, 2003 : une brève description des ouvertures d'échecs les plus populaires et de leurs stratégies,
- Winning Chess Endings, 2003 : introduction aux finales
- Winning Chess Brilliancies, 2003 : des parties remarquables sont analysées par l'auteur
- Winning Chess Combinations, 2006 : explique comment reconnaître les motifs de combinaisons les plus importantes.